# Sybra varians
Sybra varians är en skalbaggsart som beskrevs av Stefan von Breuning 1939. Sybra varians ingår i släktet Sybra och familjen långhorningar. Inga underarter finns listade i Catalogue of Life.